# Lope Ximénez d'Urrea i de Bardaixí
Lope Ximénez d'Urrea i de Bardaixí, (1405-1475) vescomte de Rueda i senyor de Mislata va ser virrei de Sicília.
Era fill d'una família noble aragonesa que, al Compromís de Casp, va donar suport a Ferran d'Antequera. El seu avi matern era el poderós Berenguer de Bardaixí, Justícia d'Aragó. I també estava emparentat amb Domènec Ram, qui també havia estat president de la Generalitat, i a qui va substituir a l'arquebisbat de Tarragona. El seu pare es deia, com ell, Pero Ximénez d'Urrea, i era senyor d'Èpila i vescomte de Rueda camarlenc d'Alfons el Magnànim, conseller reial i lloctinent de València. La seva mare era Maria de Bardaixí, la seva tercera muller. El seu germà, Pero Ximénez de Urrea i de Bardaixí va ser President de la Generalitat de Catalunya.
Va tenir dos matrimonis: el primer amb Beatriz Ruiz de Liori i el segon amb Catalina de Centelles, amb la que va tenir dos fills, Lope IV Ximénez d'Urrea i Beatriz d'Urrea i de Centelles

## Títols
Vescomte de Rueda de Jalón, senyor de Trasmoz, Mata de Castelviejo, Benilloba, Urrea de Jalón i Salillas de Jalón i Mislata, i fou nomenat virrei de Sicília dos cops: entre el 1443 i el 1459.